# Antoni Vilanova i Andreu
Antonio Vilanova Andreu (Barcelona, 22 de març de 1923 - 5 de febrer de 2008) fou un filòleg i crític literari català, acadèmic de l'Acadèmia de Bones Lletres de Barcelona. El seu besoncle era l'escriptor Emili Vilanova i March.

## Biografia
Va estudiar batxillerat a l'Institut Jaume Balmes i als maristes del carrer Llúria, on es va fer amic de Nèstor Luján Fernández, alhora que escrivia alguns poemes en castellà influïts per Juan Ramón Jiménez. Acabà el batxillerat el 1940 i estudià filosofia i lletres a la Universitat de Barcelona, on des de 1943 fou deixeble de Martí de Riquer. Alhora, fa classes de literatura catalana clandestinament a cura de Jordi Rubió i Balaguer. El 1944 es llicenciaria en filologia amb premi especial de llicenciatura. El 1951 es doctoraria a la Universitat Central de Madrid amb la tesi Las fuentes y los temas del “Polifemo” de Góngora que li va valdre el premi Menéndez y Pelayo del CSIC.
El 1947 fou professor de literatura castellana de la Universitat de Barcelona, càrrec que només deixà el 1960-1961 per fer classes a la Universitat de Wisconsin. Des de 1950 també va col·laborar a Destino, de la que en fou crític des de 1958, i fou jurat dels Premis Literaris Juan Boscán, Joanot Martorell i Lletra d'Or. Des de 1959 també fou membre del jurat del Premi Nadal de Literatura. El 1959 també seria nomenat acadèmic de l'Acadèmia de Bones Lletres de Barcelona.
El 1968 fou escollit acadèmic corresponent de la Reial Acadèmia Espanyola. El 1973 fou jurat del Premi Bonsoms de l'Institut d'Estudis Catalans i el 1975 esdevingué catedràtic de literatura castellana de la Universitat de Barcelona, càrrec que va ocupar fins a la seva jubilació el 1988. A la seva mort va cedir el seu fons bibliogràfic a la Universitat de Barcelona.

## Obres
- Poemas Espirituales (1939)
- Erasmo y Cervantes (Barcelona, CSIC, 1949)

### Edicions
- Emili Vilanova. Obres Completes
- Lo somni de Bernat Metge (1956)
- La lozana andaluza (Barcelona, 1952)